# 幕開く日本万国博
『幕開く日本万国博』（まくひらくにっぽんばんこくはく）は1970年3月14日の10:30（JST）から3時間にわたって生放送された日本万国博覧会開会式中継番組である。この番組は民放テレビが放送を開始して以来初めて日本民間放送連盟（民放連）に加盟する全テレビ局が同時に放送した。
当時の民放連加盟78社が共同制作したが、実際の制作は当時の在阪民放テレビ4社（毎日放送・朝日放送・関西テレビ・読売テレビ）の共同プロジェクトが担当し、これに名古屋の東海テレビ・中部日本放送・名古屋放送と、岡山の山陽放送が制作に加わった。
放送1か月前の2月14日に全国民放877運用局による同時間生中継プランを公表。当日は読売テレビスタジオと会場各所に約1000人の著名人を配し現場リポートを敢行。カメラ37台、ヘリコプター1機、カラー中継車9台、制作スタッフ約500人という大規模な番組であった。読売テレビがテーマ館と中華民国館、朝日放送がお祭り広場、関西テレビがエキスポランド・タワー、毎日放送が人工湖畔、名古屋放送が金曜広場、東海テレビがカナダ館、山陽放送がソ連館に中継車を派遣した。

## 番組内容
4部構成で放送され、第1部は開催地である千里丘陵の紹介、万国博覧会の歴史と意義、各国からのメッセージを伝えた。第2部は開会式の模様を中継。第3部は女性レポーターによる各国パビリオンの紹介、第4部は日本や世界の「お祭り」を紹介した。

## 出演者
- 総合司会：黛敏郎
- スタジオゲスト：淀川長治
- 開会式実況：玉井孝（当時朝日放送アナウンサー）
- 放送席ゲスト：島津貴子
- リポーター：兼高かおる、藤村志保、中村メイコ[注釈 5]、今井通子、中山千夏、佐藤愛子、犬養智子、野上三千子、木村孝、徳江比早子
- 会場ゲスト：渥美清、石坂浩二、金田正一、森進一、桂三枝（現：桂文枝）[注釈 6]、笑福亭仁鶴、佐良直美、ピンキーとキラーズ、渡辺直子、石井好子、桂小金治、藤本義一、イーデス・ハンソン
- 中継：北海道稚内市（出稼ぎで万博会場建設に携わった人々 札幌テレビが担当[4]）
- 題字：石坂泰三（日本万国博協会会長、題字自体の表記は『幕ひらく万国博』）
- 製作：日本民間放送連盟（民放万国博対策特別委員会放送実施本部）

## その他
- この番組は現在、横浜市の放送ライブラリーで視聴可能である（全編で166分）。
- 提供会社のコマーシャルは逐次番組内で字幕放送された。
- 万博の閉会式が行われた9月13日にも再び当番組と同様の形式で制作した『さよなら日本万国博』が9:30 - 10:56（JST）に民放80社で同時放送された[8][9]。